# .225 Winchester
El .225 Winchester fue introducido en 1964 por Winchester Repeating Arms Company.

## Descripción
Basado en el casquillo del .219 Zipper pero reduciendo el diámetro del anillo para calzar en los cerrojos comunes de .473"  fue concebido para reemplazar al .220 Swift que tenía la mala reputación de quemar cañones de manera rápida.  A pesar de su diseño moderno, fue eclipsado por el .22-250 Remington, que era desarrollado por tiradores particulares y que fue introducido al mercado un año después.